# Actinopus harti
Espèce
Synonymes
- Actinopus hartii Pocock, 1895

Actinopus harti est une espèce d'araignées mygalomorphes de la famille des Actinopodidae.

## Distribution
Cette espèce est endémique de la Trinité à Trinité-et-Tobago.

## Description
La femelle holotype mesure 23 mm.
Le mâle décrit par Sherwood, Ríos-Tamayo, Pett et Hinchcliffe en 2023 mesure 14,6 mm et la femelle 30,7 mm.

## Systématique et taxinomie
Cette espèce a été décrite par Pocock en 1895.

## Étymologie
Cette espèce est nommée en l'honneur de John Hinckley Hart (1867-1911).

## Publication originale
- Pocock, 1895 : « Descriptions of new genera and species of trap-door spiders belonging to the group Trionychi. » Annals and Magazine of Natural History, sér. 6, vol. 16, p. 187-197 (texte intégral).